# Villagrappa
Villagrappa è una frazione di Forlì. Si trova lungo una via parallela alla via Emilia in direzione Faenza.
In passato Villagrappa era nota solo come centro agricolo ma ultimamente ha avuto anche un notevole sviluppo residenziale.
Da vedere c'è la chiesa di Santa Maria Maddalena, di cui è parroco don Davide Brighi.
Da Settembre 2018 è approdata una squadra di Ultimate Frisbee, i 45 Giri (che attualmente militano in serie B), che si allenano nel campo della parrocchia.